# 앨리스 헨리
앨리스 사라 헨리(영어: Alice Sarah Henley, 1982년 11월 28일 ~ )는 영국의 텔레비전과 연극 배우이다.
앨리스 헨리는 어렸을 때부터 일찍 배우 생활을 시작하였다. 그의 첫 데뷔 작품은 《기차길 옆 아이들》로 필리스 역할을 맡았다. 당시 그의 나이는 13세였다.
그는 HBO의 로마에서 리비아 역할을 맡은 것으로 잘 알려져 있다. 또한 휴고 보스에서는 나레이터로 활동하였다.